# Olios mohavensis
Olios mohavensis là một loài nhện trong họ Sparassidae.
Loài này thuộc chi Olios. Olios mohavensis được Irving Fox miêu tả năm 1937.